# 杜國清
杜國清（1941年7月19日—2025年2月21日），台灣台中豐原人。詩人，學者，翻譯家。畢業於台灣大學外文系，美國圣塔芭芭拉加州大學東亞系教授，2003年起任圣塔芭芭拉加州大學「賴和吳濁流講座教授」。主持「台灣研究中心」，出版有《台灣文學英譯叢刊》（Taiwan Literature: English Translation Series）等系列刊物。詩人陳千武是其表姊夫。

## 生平
1959年，杜國清進入台灣大學哲學系，一年後轉入外文系，1963年畢業於台灣大學外文系。在大學期間，杜國清即開始創作詩歌，并從事詩歌翻譯。1966年，杜國清赴日本關西學院大學攻讀碩士學位，后完成碩士論文《西脇順三郎的詩與詩學》。1970年，杜國清赴美國斯坦福大學，師從劉若愚攻讀博士學位。1974年獲得博士學位，執教于圣塔芭芭拉加州大學。

## 著作

### 詩集與評論
- 《蛙鳴集》，台灣現代文學雜誌社，1963年。
- 《島與湖》，台灣笠詩社，1965年。
- 《雪崩》，台灣笠詩社，1972年。
- 《伊影集》，台灣笠詩社，1974年。
- 《望月》，台灣爾雅出版社，1978年。
- 《Li Ho》,世界作家叢書（Twayne‘s World Authors Series），1979年。
- 《西脇順三郎的詩與詩學》，春暉出版社，1980年。
- 《心雲集》，時報出版公司，1983年。
- 《殉美的憂魂》，台灣笠詩社，1986年。
- 《情劫集》，台灣笠詩社，1990年。
- 《情劫》，中國文聯出版公司，1991年。
- 《杜國清作品選集》，台中縣立文化中心，1991年。
- 《勿忘草》，人民文學出版社，1992年。
- 《對我，你是危險的存在》，中國文聯出版公司，1996年。
- 《愛染五夢》，台北桂冠圖書公司，1999年。
- 《玉煙集》，台大出版中心，2009年。
- 《山河掠影》，台大出版中心，2009年。
- 《台灣詩人選集 杜國清集》，台灣文學館，2010年。
- 《詩論·詩評·詩論詩》，台大出版中心，2010年。
- 《希臘神弦曲》，日本思潮社，2011年。
- 《望鄉》，首爾Baum Communications，2014年。
- 《台灣文學與世華文學》，台大出版中心，2015年。
- 《光射塵方‧圓照萬象──杜國清的詩情世界》，臺大出版中心，2017年。

### 散文集
- 《推窗望月──杜國清散文集》，臺大出版中心，2019年。

### 譯著
- 《艾略特文學評論選集》，田園出版社，1969年。
- 《詩學》（西脇順三郎著），田園出版社，1969年。
- 《日本現代詩鑑賞》，笠詩刊四十一至五十八期，197102-197312。
- 《詩的效用與批評的效用》（艾略特著），純文學出版社，1972年。
- 《惡之華》（波特萊爾著），純文學出版社，1977年。
- 《中國詩學》（劉若愚著），幼獅出版公司，1977年。
- 《惡之華》（波特萊爾著），臺大出版中心，2011年。
- 《中國文學理論》（劉若愚著），聯經出版公司，1981年。
- 《米洛舒詩選》，遠景出版公司，1982年。
- 《中國文學理論》（劉若愚著），江蘇教育出版社，2006年。

## 杜國清作品研究
- 《尋美的旅人—杜國清論》（汪景壽、白舒榮、楊正犁著），北京大學出版社,1994年。
- 《愛的秘圖--杜國清情詩論》（王宗法、計璧瑞、汪景壽著），北方文藝出版社，1994年。
- 《昨夜星辰昨夜風—（玉煙集）綜論》（王宗法著），安徽大學出版社，1998年。
- 《尋美的旅人—杜國清論》（汪景壽、白舒榮、楊正犁著），台北桂冠圖書公司，1999年。
- 《愛的秘圖—杜國清情詩論》（王宗法、計璧瑞、汪景壽著），台北桂冠圖書公司，1999年。

## 外部連結
- 杜國清教授簡介 （页面存档备份，存于）
- 圣塔芭芭拉加州大學台灣研究中心
- 尋美的旅人——杜國清論 （页面存档备份，存于）